# Gedenkraam in de Sint-Clemenskerk (Nes)
Het gedenkraam in de Sint-Clemenskerk in de Nederlandse plaats Nes (Ameland) was een gedenkteken ter nagedachtenis aan kardinaal De Jong.

## Achtergrond
Johannes de Jong (1885-1955) werd geboren in Nes. Hij werd in 1908 priester gewijd, was onder meer kapelaan in Amersfoort en werd in 1936 benoemd tot aartsbisschop van het bisdom Utrecht. Tijdens de Tweede Wereldoorlog gaf De Jong samen met dominee K. Gravemeijer, leiding aan het kerkelijk verzet tegen de Duitse bezetter. Het leverde hem de bijnaam IJzeren Jan op en een benoeming tot Ridder Grootkruis in de Orde van de Nederlandse Leeuw. In februari 1946 werd hij door paus Pius XII tot kardinaal gecreëerd. 
Het gedenkraam in de Sint-Clemenskerk in zijn geboorteplaats Nes kreeg de Jong in 1948 aangeboden van de parochianen van Nes, ter gelegenheid van zijn veertigjarig priesterjubileum. Hijzelf, burgemeester Roel Walda en oud-pastoors van Ameland waren bij de onthulling aanwezig. De kerk werd in 2013 door brand verwoest.
In 1952 werd in een gedenkraam in de lokale Kardinaal de Jongschool geplaatst, ontworpen door de Groningse architect en kunstenaar Herman van Wissen.

## Beschrijving
Het gedenkraam toonde centraal Johannes de Doper, patroon van de kardinaal. Aan de linkerzijde is Sint Clemens, patroon van de kerk, afgebeeld en aan de rechterzijde Willibrord, de eerste bisschop van Utrecht.